# 第十五号駆潜艇
第十五号駆潜艇（だいじゅうごごうくせんてい）は、日本海軍の駆潜艇。第十三号型駆潜艇の3番艇。太平洋戦争を生き延びたが、復員輸送や掃海に使われること無く解体された。

## 艇歴
④計画の特務艇（440トン型駆潜艇）、第180号艦型の3番艇、仮称艦名第182号艦として計画。1940年8月26日、大阪鉄工所桜島工場で起工。12月10日、第十五号駆潜艇と命名されて第十三号型駆潜艇の3番艇に定められる。12月23日、進水。1941年2月8日、艤装員事務所を大阪鉄工所内に設置し事務を開始。

### 1941年3月-11月 訓練
1941年3月31日竣工し、艤装員事務所を撤去。本籍を横須賀鎮守府に、役務を横須賀鎮守府警備兼練習駆潜艇にそれぞれ定められ、横須賀防備戦隊隷下に新編された第二駆潜隊に第13号駆潜艇や第14号駆潜艇とともに編入。軍隊区分横須賀鎮守府海面防備部隊に配置。以後、6月30日まで東京湾口の防備と訓練に従事。4月4日、第二駆潜隊司令駆潜艇を第13号駆潜艇から本艇に変更。4月15日と16日の両日、第二駆潜隊司令駆潜艇を一時第14号駆潜艇へそれぞれ変更し、当日中にそれぞれ本艇に復帰。
7月1日、第二駆潜隊の各艇は役務を横須賀鎮守府警備駆潜艇に定められ、第二駆潜隊は大湊要港部に編入。軍隊区分直率部隊に配置。同日横須賀発。4日、大湊着。9月19日まで訓練に従事。
9月20日、第二駆潜隊は第三艦隊第一根拠地隊に編入。21日、大湊発。22日、横須賀着。以後11月25日まで内地で諸訓練に従事。10月30日、佐世保へ回航。11月26日、馬公へ進出するため寺島水道を出撃。

### 1941年12月-1942年4月 フィリピン、蘭印攻略
太平洋戦争の開戦時はフィリピン攻略に従事。1941年12月10日から12日までアパリ沖で行動し、14日高雄へ帰投。18日、ルソン島東部のラモン湾上陸部隊に合同し高雄を出撃。24日から28日まで、ラモン湾で行動。28日、蘭印作戦参加のためダバオへ向けラモン湾発。
1942年1月1日から6日までダバオで行動。6日から9日まではマララグ湾で行動し、9日から13日にかけてダバオ沖で対潜掃蕩に従事。14日、バンカ島へ向けダバオ発。16日から22日までバンカ島で行動。22日、ケンダリ攻略に参加するためバンカ島発。24日から27日までケンダリ攻略に従事。29日、バンカ島に帰投。30日、バンカ島を出撃し、2月1日帰投。
2月2日、ケンダリへ回航。5日から6日にかけてケンダリで行動。6日、マカッサル攻略のためケンダリ発。9日から16日までマカッサル攻略に従事。16日、バリクパパンへ回航。18日から20日までバリクパパンで行動。20日、マカッサルへ回航。22日から23日までマカッサルで行動。23日、バリ島へ回航。25日からバリ島で行動。
3月10日、第二駆潜隊は第二南遣艦隊第二十一特別根拠地隊に編入。バタヴィアを拠点として船団護衛に従事。

### 1942年5月-7月 東京湾
1942年5月1日、第二駆潜隊の3隻は役務を横須賀鎮守府警備駆潜艇に定められ、第二駆潜隊は横須賀防備戦隊に編入、軍隊区分東京湾方面部隊第一掃蕩攻撃隊第二小隊に配置。2日、スラバヤ発。バタヴィアで水路の警戒と船団護衛に従事していた第13号駆潜艇、第14号駆潜艇と合同し、高雄へ向かう。15日、第二駆潜隊が解隊され、元第二駆潜隊の3隻は横須賀防備戦隊に編入。21日、本艇は駆潜隊司令旗を撤去し、元第二駆潜隊の3隻は第13号駆潜艇長の指揮により内地へ向け高雄発。28日、特設駆潜艇こうせい丸の嚮導を受け横須賀に入港。29日、横須賀防備戦隊司令官の巡視を受ける。30日、第一掃蕩攻撃隊第一小隊の特務艇浮島、同猿島と合同のため横須賀を出撃し、稲取沖の合同海面へ向かう。合同後は伊豆大島西方海面で対潜掃蕩を実施。31日からは、30日に第14号駆潜艇が潜水艦を探知した地点を中心に捜索を実施。
6月3日、哨区を徹して伊東に回航。4日、一旦浦賀に帰投して補給を行う。5日、波浮港へ進出のため浦賀を出撃。同日、剱埼灯台沖で爆雷戦を実施。7日から波浮港を拠点として、第14号駆潜艇と交代で伊豆大島-新島間、伊豆大島-野島間の哨戒と対潜掃蕩に従事。9日、哨区を徹して浦賀へ回航し、東京湾内の哨戒に従事。12日、相模灘で行動中の浮島と合同のため浦賀を出撃。浮島と合同後は相模灘の哨区で哨戒に従事。15日、補給のため哨区を徹して浦賀に帰投。16日、横須賀鎮守府部隊の警戒部隊を護衛するため相模灘へ向け出撃。17日、哨区を徹して横須賀へ回航し、横須賀海軍工廠で29日まで入渠整備を実施。29日出渠し、長浦へ回航。
7月2日、館山へ進出して第13号駆潜艇や第14号駆潜艇と交代しつつ、伊豆大島付近の哨区で行動する。13日、11日に三宅島と御蔵島で不時着した瑞鶴爆撃機搭乗員の救難に従事。

### 1942年7月-11月 アリューシャン列島
1942年7月20日、「第十三号駆潜艇」、「第十四号駆潜艇」、「第十五号駆潜艇」で第五駆潜隊が編成され、第五艦隊に編入。軍隊区分では北方部隊のAO防備部隊に編入された。第五駆潜隊は7月29日に横須賀を発ち、釧路、占守島を経由して8月11日にキスカ島に着いた。
以後、キスカ島-アッツ島間を移動しつつ警戒に従事。14日、キスカ湾口で警戒中潜水艦に遭遇し、爆雷戦を実施。
8月29日、「第十四号駆潜艇」とともに輸送船「射水丸」を護衛してキスカ出港。翌日アッツ島に到着。9月17日、2隻はアッツ島からキスカ島への陸軍移駐のための輸送を行う「長田丸」、「駒橋」、「陽光丸」、「初霜」を護衛してアッツ出港。翌日キスカ島到着。
9月29日、キスカ湾で警泊中にアメリカ陸軍機の空襲を受け、本艇は機銃掃射により負傷者を出す。
11日、第五駆潜隊は幌筵へ回航のためキスカ島発。15日、幌筵着。以後、本艇は11月13日まで幌筵に所在。
11月13日、北海道東部へ向け幌筵発。15日、択捉島紗万部に寄港。18日、紗万部発。19日、根室沖で行動。横須賀到着後は石川島造船所で入渠修理を実施。

### 1942年11月-1943年4月 修理-熊野灘
1942年11月20日、第五駆潜隊の3隻は役務を横須賀鎮守府警備駆潜艇に定められ、第五駆潜隊は横須賀防備戦隊に編入、軍隊区分直接護衛部隊に配置。
12月9日、第五駆潜隊各艇は横須賀防備戦隊司令官の巡視を受ける。24日、第五駆潜隊が解隊され、横須賀防備戦隊に編入。本艇は軍隊区分直接護衛部隊から除かれ、軍隊区分東京湾部隊に配置。
1943年2月1日、石川島造船所での修理を終了し横須賀へ回航。10日、軍隊区分東京湾部隊から除かれ、軍隊区分熊野灘部隊に配置。11日、尾鷲への回航を兼ねて西行7211船団（3隻）の間接護衛のため横須賀発。13日、由良沖で船団の護衛を止め、同日尾鷲着。20日、特設砲艦吉田丸が大山沖で被雷し航行不能となった際は、一時的に伊勢湾部隊指揮官の指揮下に入り22日まで大山沖で対潜掃蕩に従事。掃蕩後に哨区へ復帰する。

### 1943年5月-8月 千島列島
1943年5月1日、第五艦隊附属に編入。軍隊区分補給部隊に配置。
6月11日、日魯漁業サケマス漁母船神武丸が幌筵島加熊別で被雷したため、本艇は響や第14号駆潜艇とともに対潜掃蕩を実施。15日、役務を横須賀鎮守府警備駆潜艇に定められ、大湊警備府に編入。軍隊区分千島方面防備部隊附属部隊に配置。同日、幌筵海峡着。18日、兵力部署幌筵方面甲哨区東側隊に配置。20日、横須賀鎮守府作戦指揮下に編入。大湊へ回航。

### 1943年8月-12月 宗谷海峡
1943年8月20日、横須賀鎮守府作戦指揮を解かれて大湊警備府に復帰。軍隊区分宗谷防備部隊に配置。20日現在、横須賀で修理中。28日、船団を護衛して横須賀発。30日、大湊着。31日、恵山南東沖で対潜掃蕩を実施。
9月3日、青森県尾鮫浜沖であかま丸が撃沈され、本艇は軍隊区分津軽防備部隊指揮官の指揮下で対潜掃蕩を実施。掃蕩後は室蘭へ回航し、8日室蘭着。9日、津軽防備部隊指揮官の指揮を解かれて宗谷防備部隊に復帰。同日、室蘭を出港して対潜掃蕩を実施しつつ大泊へ向かう。11日、大泊着。以後亜庭湾や宗谷海峡で哨戒、対潜掃蕩、護衛に従事。13日-15日、大泊発-哨戒-大泊着。17日-24日、大泊発-哨戒-大泊着。26日-29日、大泊発-哨戒-大泊着。
10月2日-5日、大泊発-哨戒-大泊着。7日、対潜掃蕩のため大泊を出撃。9日、中知床岬よりの方位170度、35海里の地点で発見された潜水艦の掃蕩に向かい、爆雷戦を実施。11日、宗谷岬よりの方位42度、12海里の地点で潜航中のアメリカ潜水艦ワフーの攻撃に向かい、第43号駆潜艇や第18号掃海特務艇と協同で爆雷戦を実施。同日、ワフーは二丈岩よりの方位210度、8.4海里付近で航行を停止し、撃沈が確認された。12日、大泊に帰投。13日、掃蕩を行いつつ稚内へ回航し、同日着。15日-18日、稚内発-船団護衛-大泊着。21日-23日、大泊発-哨戒-稚内着。24日-26日、稚内発-哨戒-大泊着。28日-31日、大泊発-船団護衛-稚内着。
11月2日-4日、稚内発-船団護衛-稚内着。14日-15日、稚内発-哨戒-稚内着。17日-18日、稚内発-哨戒-大泊着。20日-21日、大泊発-哨戒-大泊着。22日-23日、大泊発-哨戒-大泊着。25日-26日、大泊発-哨戒-稚内着。
12月2日-3日、稚内発-哨戒-稚内着。6日-7日、稚内発-哨戒-大泊着。9日-12日、大泊発-哨戒-稚内着。15日-16日、稚内発-哨戒-稚内着。18日-19日、稚内発-哨戒-稚内着。

### 1943年12月-1944年5月 室蘭沖
1943年12月19日、軍隊区分宗谷防備部隊から除かれ、軍隊区分津軽防備部隊に配置。22日、大湊へ回航のため稚内発。24日、大湊着。1944年1月12日まで、大湊工作部で船体機関の入渠修理を実施。
1944年1月13日-14日、大湊発-哨戒-室蘭着。15日-16日、室蘭発-哨戒-室蘭着。18日-19日、室蘭発-哨戒-室蘭着。20日-21日、室蘭発-哨戒-室蘭着。23日-25日、室蘭発-哨戒-室蘭着。28日-29日、室蘭発-哨戒-室蘭着。30日-2月1日、室蘭発-哨戒-室蘭着。
2月3日-4日、室蘭発-哨戒-室蘭着。6日-7日、室蘭発-哨戒-室蘭着。9日-10日、室蘭発-哨戒-室蘭着。12日-13日、室蘭発-哨戒-室蘭着。14日-16日、室蘭発-哨戒-室蘭着。17日-18日、室蘭発-哨戒-室蘭着。20日-21日、室蘭発-哨戒-室蘭着。23日、室蘭発-哨戒-室蘭着。24日、軍隊区分大警直率部隊に配置。同日、大湊へ回航のため室蘭を発し、同日大湊着。
4月1日現在、軍隊区分津軽防備部隊に配置され、室蘭に在泊中。4日-5日、室蘭発-哨戒-函館着。7日-10日、函館発-対潜掃蕩、哨戒-室蘭着。12日-18日、室蘭発-哨戒-大湊着。30日まで大湊に所在。
5月1日、室蘭へ回航のため大湊を発し、同日室蘭着。3日-5日、室蘭発-哨戒-室蘭着。6日-8日、室蘭発-恵山沖対潜掃蕩-函館着。11日-12日。函館発-恵山沖対潜掃蕩-函館着。13日-16日、函館発-哨戒-室蘭着。18日-21日、室蘭発-苫小牧沖対潜掃蕩-室蘭着。22日-23日、室蘭発-哨戒-室蘭着。25日-27日、室蘭発-哨戒-室蘭着。29日-6月6日、室蘭発-哨戒-函館着。

### 1944年6月-1945年1月 南樺太
1944年6月8日-11日、函館発-船団護衛-択捉島天寧着。15日-17日、天寧発-船団護衛-大泊着。21日-22日、大泊発-哨戒-小樽着。23日-28日、小樽発-船団護衛-稚内着。28日、軍隊区分津軽防備部隊から除かれ、軍隊区分宗谷防備部隊に配置。29日-7月2日、稚内発-船団（オハ発稚内行き金津丸）に合同、護衛-稚内着。
7月5日-8日、稚内発-カキ402船団（千島方面行き2隻）護衛-稚内着。稚内到着後、樺太行き船団護衛のため機関整備を実施。13日-18日、稚内発-ラ303船団（オハ行き3隻、北緯50度線まで）護衛、海豹島沖対潜掃蕩-稚内着。22日-28日、稚内発-哨戒、船団（元ラ303船団満珠丸）護衛-稚内着。
8月1日-7日、稚内発-キ102船団（得撫島行き2隻、復航は知床岬沖まで）護衛-稚内着。11日-14日、稚内発-哨戒-稚内着。16日-21日、稚内発-船団護衛（満珠丸、北緯52度線から）-稚内着。26日-31日、稚内発-キ203船団（天寧行き3隻）護衛-稚内着。
9月7日、各地を巡視中だった宗谷防備隊司令を乗艇させ大泊発、同日稚内着。7日-10日、稚内発-波風護衛、哨戒-天寧着。14日、宗谷防備部隊の応急出動船に指定され、15日から2日毎の原速2時間待機とされる。15日-17日、天寧発-哨戒-稚内着。24日、利尻水道北口で海軍徴傭船白龍丸に追突し、稚内へ回航。25日-27日、稚内発-小樽経由で回航-大湊着。10月20日まで、大湊工作部で修理を実施。
10月20日-24日、大湊発-船団（特設捕獲網艇菊丸）護衛-天寧着。26日-29日、天寧発-復航船団護衛-大湊着。30日-11月1日、大湊発-回航-稚内着。
11月1日-4日、稚内発-哨戒-稚内着。10日-13日、稚内発-哨戒-稚内着。17日-22日、稚内発-船団護衛、哨戒-稚内着。27日-29日、稚内発-哨戒-稚内着。
12月5日-7日、稚内発-単独訓練-稚内着。10日-12日、稚内発-哨戒-稚内着。22日-25日、稚内発-哨戒-稚内着。
1945年1月2日-3日、稚内発-哨戒-稚内着。5日-6日、稚内発-哨戒-稚内着。8日-10日、稚内発-哨戒-稚内着。13日-15日、稚内発-哨戒-稚内着。18日-19日、稚内発-哨戒-小樽着。20日、軍隊区分宗谷防備部隊から除かれ、軍隊区分津軽防備部隊に配置。22日-23日、小樽発-哨戒-大湊着。3月2日まで、大湊工作部で修理を実施。

### 1945年3月-8月 千島列島
1945年3月2日、10日、18日、22日にそれぞれ試運転を実施し、試運転後は大湊で整備を行う。27日、軍隊区分大警直卒部隊に一時配置され、大湊-天寧間の兵員輸送に従事。
4月4日-6日、天寧発-哨戒-釧路着。8日、軍隊区分大警直卒部隊から除かれ、軍隊区分津軽防備部隊に復帰。8日-10日、釧路発-哨戒-大湊着。12日-13日、大湊発-回航-室蘭着。16日、軍隊区分津軽防備部隊から除かれ、軍隊区分厚岸防備部隊に配置。16日-18日、室蘭発-船団護衛、厚岸へ回航-釧路へ回航-釧路着。18日-20日、釧路発-キ902船団護衛、第二高屋丸捜索-年萌仮泊。23日-24日、天寧発-復航船団護衛-釧路着。27日-28日、釧路発-船団（第六日鮮丸）護衛-天寧着。
5月2日-5日、釧路発-釧路沖対潜掃蕩-釧路着。10日-16日、釧路発-船団護衛、温禰古丹島黒岩湾-根室へ回航-釧路着。19日-23日、釧路発-船団護衛-根室および網走に寄港-稚内着。23日から6月中旬まで、千島列島沖で操業する日魯漁業の独航漁船約30隻の護衛に従事。
6月17日、軍隊区分厚岸防備部隊から除かれ、軍隊区分宗谷防備部隊に配置。18日、船団（2隻）を護衛して幌筵島片岡湾発。同日、船団は幌筵島西方沖でアメリカ潜水艦の攻撃を受け、全滅した。本艇は博愛丸の遭難者192名を救助し、19日に片岡湾に帰投した。

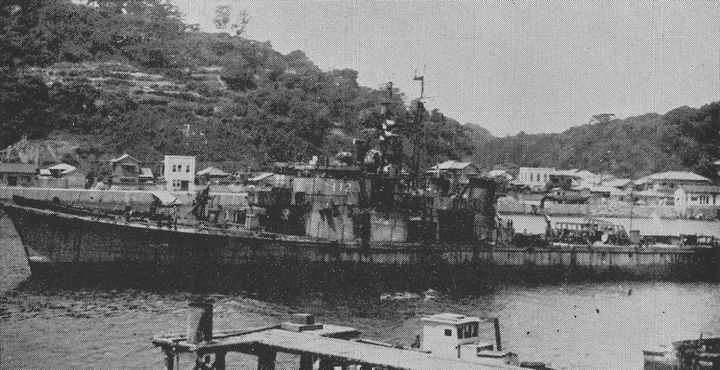
1946年、浦賀造船所で繋留中の駆潜第44号（手前）と駆潜第15号

### 戦後
本艇は終戦直前に大湊から横須賀へ回航され、終戦時は横須賀に所在。1945年11月30日、海軍省の廃止に伴い除籍。12月1日、第二復員省の開庁に伴い、横須賀地方復員局所管の特別輸送艦に定められる。ただし機関不調のため、復員輸送には使用されなかった。12月20日、艦名を駆潜第十五号と呼称。
1946年2月1日、駆潜第十五号は特別輸送艦の定めを解かれた。その後は駆潜第四十四号とともに浦賀造船所で繋留された。
1947年2月1日、行動不能艦艇（特）に定められる。11月22日、在東京アメリカ極東海軍司令部から日本政府による本艇の使用が許可された。1948年、浦賀造船所で解体された。

## 第十五号駆潜艇長/駆潜第十五号艦長
艤装員長
1. 木村淸四郎 予備中尉：1941年2月10日 - 1941年3月31日

駆潜艇長/艦長
1. 木村淸四郎 予備中尉/予備大尉/大尉：駆潜艇長 1941年3月31日 - 1944年5月10日
2. 田内久雄 大尉/少佐：1944年5月10日 - 1945年6月10日
3. 田中銀造 大尉：1945年6月10日 - 1945年9月6日[注釈 3]
4. 重本俊一 第二復員官：艦長 1945年12月24日 - 1946年1月25日